# زنان شکارچی
زنان شکارچی (انگلیسی: The Huntresses; کره‌ای: 조선미녀 삼총사) یک فیلم محصول سال ۲۰۱۴ کره جنوبی به کارگردانی پارک جه هیون است.
این فیلم اکشن کمدی ماجراجویی الهام گرفته از فرشتگان چارلی است و ها جی‌وون، کانگ یه وون و گین به عنوان سه زن شکارچی جایزه‌بگیر در پادشاهی چوسان ایفای نقش کردند.